# Acanthodelta dallolmoi
Acanthodelta dallolmoi är en fjärilsart som beskrevs av Emilio Berio 1974. Acanthodelta dallolmoi ingår i släktet Acanthodelta och familjen nattflyn. Inga underarter finns listade i Catalogue of Life.